# Anapausis kashmirica
Anapausis kashmirica är en tvåvingeart som beskrevs av Freeman 1989. Anapausis kashmirica ingår i släktet Anapausis och familjen dyngmyggor. Inga underarter finns listade i Catalogue of Life.